# Greet Daems
Greet Daems (Lier, 11 september 1980) is een Belgisch marxistisch politica voor de PVDA.

## Levensloop
Daems werd beroepshalve van 2005 tot 2019 leerkracht in een centrum voor basiseducatie in Antwerpen. Ook gaf ze Nederlands en alfabetiseringslessen aan laaggeschoolde volwassenen en anderstaligen. Tevens was ze vakbondsafgevaardigde bij de ACOD. Ze werd daarnaast actief bij het burgerinitiatief Hart boven Hard en de ngo Rikolto, het vroegere Vredeseilanden. 
Sinds januari 2019 is Daems voor de PVDA gemeenteraadslid van Geel.
Bij de federale verkiezingen van mei 2019 werd ze vanop de tweede plaats van de Antwerpse PVDA-kieslijst eveneens verkozen in de Kamer van volksvertegenwoordigers. Daems was bij de federale verkiezingen van juni 2024 kandidaat voor een tweede termijn als Kamerlid, opnieuw als tweede op de Antwerpse PVDA-lijst. De partij behield haar twee zetels in de kieskring en Daems werd herkozen. In de Kamer ging zij zich toeleggen op de dossiers rond klimaat, asiel en migratie en streekdossiers in de Kempen.